# 2012-es Formula–1 német nagydíj
A német nagydíj volt a 2012-es Formula–1 világbajnokság tizedik futama, melyet 2012. július 20. és július 22. között rendeztek meg a németországi Hockenheimringen.

## Szabadedzések

### Első szabadedzés
A német nagydíj első szabadedzését július 20-án, pénteken tartották.
| helyezés | versenyző          | csapat/motor         | elért idő | különbség | futott kör |
| -------- | ------------------ | -------------------- | --------- | --------- | ---------- |
| 1        | Jenson Button      | McLaren-Mercedes     | 1:16,595  | −         | 27         |
| 2        | Lewis Hamilton     | McLaren-Mercedes     | 1:17,093  | +0,498    | 22         |
| 3        | Fernando Alonso    | Ferrari              | 1:17,370  | +0,775    | 21         |
| 4        | Michael Schumacher | Mercedes             | 1:17,382  | +0,787    | 20         |
| 5        | Sergio Pérez       | Sauber-Ferrari       | 1:17,413  | +0,818    | 28         |
| 6        | Nico Hülkenberg    | Force India-Mercedes | 1:17,599  | +1,004    | 17         |
| 7        | Nico Rosberg       | Mercedes             | 1:17,915  | +1,320    | 27         |
| 8        | Felipe Massa       | Ferrari              | 1:17,995  | +1,400    | 22         |
| 9        | Pastor Maldonado   | Williams-Renault     | 1:18,020  | +1,425    | 20         |
| 10       | Romain Grosjean    | Lotus-Renault        | 1:18,130  | +1,535    | 21         |
| 11       | Kobajasi Kamui     | Sauber-Ferrari       | 1:18,226  | +1,631    | 22         |
| 12       | Sebastian Vettel   | Red Bull-Renault     | 1:18,339  | +1,744    | 21         |
| 13       | Valtteri Bottas    | Williams-Renault     | 1:18,422  | +1,827    | 28         |
| 14       | Daniel Ricciardo   | Toro Rosso-Ferrari   | 1:18,709  | +2,114    | 30         |
| 15       | Kimi Räikkönen     | Lotus-Renault        | 1:18,831  | +2,236    | 14         |
| 16       | Jules Bianchi      | Force India-Mercedes | 1:18,972  | +2,377    | 21         |
| 17       | Jean-Éric Vergne   | Toro Rosso-Ferrari   | 1:19,039  | +2,444    | 34         |
| 18       | Vitalij Petrov     | Caterham-Renault     | 1:19,674  | + 3,079   | 24         |
| 19       | Heikki Kovalainen  | Caterham-Renault     | 1:19,963  | +3,368    | 24         |
| 20       | Mark Webber        | Red Bull-Renault     | 1:20,122  | +3,527    | 27         |
| 21       | Charles Pic        | Marussia-Cosworth    | 1:20,169  | +3,574    | 20         |
| 22       | Timo Glock         | Marussia-Cosworth    | 1:20,539  | +3,944    | 18         |
| 23       | Pedro de la Rosa   | HRT-Cosworth         | 1:21,138  | +4,543    | 24         |
| 24       | Narain Karthikeyan | HRT-Cosworth         | 1:21,740  | +5,145    | 27         |

### Második szabadedzés
A német nagydíj pénteki második szabadedzését július 20-án, pénteken délután tartották.
| helyezés | versenyző          | csapat/motor         | elért idő | különbség | futott kör |
| -------- | ------------------ | -------------------- | --------- | --------- | ---------- |
| 1        | Pastor Maldonado   | Williams-Renault     | 1:27,476  | −         | 14         |
| 2        | Nico Rosberg       | Mercedes             | 1:27,564  | +0,088    | 24         |
| 3        | Sebastian Vettel   | Red Bull-Renault     | 1:27,902  | +0,426    | 24         |
| 4        | Sergio Pérez       | Sauber-Ferrari       | 1:28,402  | +0,926    | 26         |
| 5        | Romain Grosjean    | Lotus-Renault        | 1:28,420  | +0,944    | 20         |
| 6        | Nico Hülkenberg    | Force India-Mercedes | 1:28,495  | +1,019    | 22         |
| 7        | Daniel Ricciardo   | Toro Rosso-Ferrari   | 1:28,513  | +1,037    | 23         |
| 8        | Jenson Button      | McLaren-Mercedes     | 1:28,516  | +1,040    | 16         |
| 9        | Mark Webber        | Red Bull-Renault     | 1:28,877  | +1,401    | 21         |
| 10       | Kimi Räikkönen     | Lotus-Renault        | 1:29,327  | +1,851    | 22         |
| 11       | Jean-Éric Vergne   | Toro Rosso-Ferrari   | 1:29,364  | +1,888    | 26         |
| 12       | Felipe Massa       | Ferrari              | 1:29,719  | +2,243    | 15         |
| 13       | Kobajasi Kamui     | Sauber-Ferrari       | 1:29,785  | +2,309    | 24         |
| 14       | Charles Pic        | Marussia-Cosworth    | 1:30,090  | +2,614    | 19         |
| 15       | Timo Glock         | Marussia-Cosworth    | 1:30,220  | +2,744    | 16         |
| 16       | Bruno Senna        | Williams-Renault     | 1:30,291  | +2,815    | 22         |
| 17       | Heikki Kovalainen  | Caterham-Renault     | 1:30,331  | +2,855    | 26         |
| 18       | Paul di Resta      | Force India-Mercedes | 1:30,437  | +2,961    | 14         |
| 19       | Lewis Hamilton     | McLaren-Mercedes     | 1:30,617  | +3,141    | 16         |
| 20       | Fernando Alonso    | Ferrari              | 1:31,207  | +3,731    | 20         |
| 21       | Vitalij Petrov     | Caterham-Renault     | 1:32,241  | +4,765    | 22         |
| 22       | Narain Karthikeyan | HRT-Cosworth         | 1:32,349  | +4,873    | 17         |
| 23       | Michael Schumacher | Mercedes             | 1:32,777  | +5,301    | 18         |
| 24       | Pedro de la Rosa   | HRT-Cosworth         | 1:42,566  | +15,090   | 8          |

### Harmadik szabadedzés
A német nagydíj harmadik szabadedzését július 21-én, szombat délelőtt tartották.
| helyezés | versenyző          | csapat/motor         | elért idő | különbség | futott kör |
| -------- | ------------------ | -------------------- | --------- | --------- | ---------- |
| 1        | Fernando Alonso    | Ferrari              | 1:16,014  | −         | 14         |
| 2        | Lewis Hamilton     | McLaren-Mercedes     | 1:16,091  | +0,077    | 21         |
| 3        | Sergio Pérez       | Sauber-Ferrari       | 1:16,202  | +0,188    | 21         |
| 4        | Kimi Räikkönen     | Lotus-Renault        | 1:16,238  | +0,224    | 27         |
| 5        | Mark Webber        | Red Bull-Renault     | 1:16,447  | +0,433    | 19         |
| 6        | Sebastian Vettel   | Red Bull-Renault     | 1:16,475  | +0,461    | 18         |
| 7        | Pastor Maldonado   | Williams-Renault     | 1:16,664  | +0,650    | 18         |
| 8        | Felipe Massa       | Ferrari              | 1:16,771  | +0,757    | 15         |
| 9        | Kobajasi Kamui     | Sauber-Ferrari       | 1:16,807  | +0,793    | 25         |
| 10       | Bruno Senna        | Williams-Renault     | 1:16,930  | +0,916    | 23         |
| 11       | Romain Grosjean    | Lotus-Renault        | 1:16,962  | +0,948    | 26         |
| 12       | Nico Hülkenberg    | Force India-Mercedes | 1:17,033  | +1,019    | 26         |
| 13       | Paul di Resta      | Force India-Mercedes | 1:17,148  | +1,134    | 24         |
| 14       | Daniel Ricciardo   | Toro Rosso-Ferrari   | 1:17,238  | +1,224    | 25         |
| 15       | Michael Schumacher | Mercedes             | 1:17,266  | +1,252    | 22         |
| 16       | Jean-Éric Vergne   | Toro Rosso-Ferrari   | 1:17,419  | +1,405    | 23         |
| 17       | Nico Rosberg       | Mercedes             | 1:17,491  | +1,477    | 26         |
| 18       | Heikki Kovalainen  | Caterham-Renault     | 1:18,366  | +2,352    | 21         |
| 19       | Vitalij Petrov     | Caterham-Renault     | 1:18,818  | +2,804    | 23         |
| 20       | Pedro de la Rosa   | HRT-Cosworth         | 1:19,778  | +3,764    | 22         |
| 21       | Timo Glock         | Marussia-Cosworth    | 1:20,235  | +4,221    | 22         |
| 22       | Charles Pic        | Marussia-Cosworth    | 1:20,318  | +4,304    | 9          |
| 23       | Narain Karthikeyan | HRT-Cosworth         | 1:20,741  | +4,727    | 22         |
| 24       | Jenson Button      | McLaren-Mercedes     | 1:20,914  | +4,900    | 25         |

## Időmérő edzés
A német nagydíj időmérő edzését július 21-én, szombaton tartották.
| helyezés              | rajtszám | versenyző          | csapat/motor         | 1. rész  | 2. rész  | 3. rész  | rajthely |
| --------------------- | -------- | ------------------ | -------------------- | -------- | -------- | -------- | -------- |
| 1                     | 5        | Fernando Alonso    | Ferrari              | 1:16,073 | 1:38,521 | 1:40,621 | 1        |
| 2                     | 1        | Sebastian Vettel   | Red Bull-Renault     | 1:16,393 | 1:38,309 | 1:41,026 | 2        |
| 3                     | 2        | Mark Webber        | Red Bull-Renault     | 1:16,500 | 1:39,382 | 1:41,496 | 8*       |
| 4                     | 7        | Michael Schumacher | Mercedes             | 1:16,686 | 1:38,010 | 1:42,459 | 3        |
| 5                     | 12       | Nico Hülkenberg    | Force India-Mercedes | 1:16,271 | 1:39,467 | 1:43,501 | 4        |
| 6                     | 18       | Pastor Maldonado   | Williams-Renault     | 1:16,181 | 1:38,731 | 1:43,950 | 5        |
| 7                     | 3        | Jenson Button      | McLaren-Mercedes     | 1:16,507 | 1:38,659 | 1:44,113 | 6        |
| 8                     | 4        | Lewis Hamilton     | McLaren-Mercedes     | 1:16,221 | 1:37,365 | 1:44,186 | 7        |
| 9                     | 11       | Paul di Resta      | Force India-Mercedes | 1:16,352 | 1:39,703 | 1:44,889 | 9        |
| 10                    | 9        | Kimi Räikkönen     | Lotus-Renault        | 1:15,693 | 1:39,729 | 1:45,811 | 10       |
| 11                    | 16       | Daniel Ricciardo   | Toro Rosso-Ferrari   | 1:16,516 | 1:39,789 |          | 11       |
| 12                    | 15       | Sergio Pérez       | Sauber-Ferrari       | 1:15,726 | 1:39,933 |          | 17**     |
| 13                    | 14       | Kobajasi Kamui     | Sauber-Ferrari       | 1:16,481 | 1:39,985 |          | 12       |
| 14                    | 6        | Felipe Massa       | Ferrari              | 1:16,265 | 1:40,212 |          | 13       |
| 15                    | 10       | Romain Grosjean    | Lotus-Renault        | 1:16,685 | 1:40,574 |          | 19*      |
| 16                    | 19       | Bruno Senna        | Williams-Renault     | 1:16,426 | 1:40,752 |          | 14       |
| 17                    | 8        | Nico Rosberg       | Mercedes             | 1:15,988 | 1:41,551 |          | 21*      |
| 18                    | 17       | Jean-Éric Vergne   | Toro Rosso-Ferrari   | 1:16,741 |          |          | 15       |
| 19                    | 20       | Heikki Kovalainen  | Caterham-Renault     | 1:17,620 |          |          | 16       |
| 20                    | 21       | Vitalij Petrov     | Caterham-Renault     | 1:18,531 |          |          | 18       |
| 21                    | 25       | Charles Pic        | Marussia-Cosworth    | 1:19,220 |          |          | 20       |
| 22                    | 24       | Timo Glock         | Marussia-Cosworth    | 1:19,291 |          |          | 22       |
| 23                    | 22       | Pedro de la Rosa   | HRT-Cosworth         | 1:19,912 |          |          | 23       |
| 24                    | 23       | Narain Karthikeyan | HRT-Cosworth         | 1:20,230 |          |          | 24       |
| 107%-os idő: 1:20,991 |          |                    |                      |          |          |          |          |
| Forrás:               |          |                    |                      |          |          |          |          |

Megjegyzés:
* — Romain Grosjean, Nico Rosberg és Mark Webber váltócsere miatt 5 helyes rajtbüntetést kaptak.
** — Sergio Pérez 5 helyes rajtbüntetést kapott, mert feltartotta az időmérő 2. részében Fernando Alonsót és Kimi Räikkönent.

## Futam
A német nagydíj futama július 22-én, vasárnap rajtolt.
| helyezés | rajtszám | versenyző          | csapat/motor         | futott kör | idő/kiesés oka | rajthely | pont |
| -------- | -------- | ------------------ | -------------------- | ---------- | -------------- | -------- | ---- |
| 1        | 5        | Fernando Alonso    | Ferrari              | 67         | 1:31:5,862     | 1        | 25   |
| 2        | 3        | Jenson Button      | McLaren-Mercedes     | 67         | +6,949         | 6        | 18   |
| 3        | 9        | Kimi Räikkönen     | Lotus-Renault        | 67         | +16,409        | 10       | 15   |
| 4        | 14       | Kobajasi Kamui     | Sauber-Ferrari       | 67         | +21,925        | 12       | 12   |
| 5        | 1        | Sebastian Vettel * | Red Bull-Renault     | 67         | +23,732        | 2        | 10   |
| 6        | 15       | Sergio Pérez       | Sauber-Ferrari       | 67         | +27,896        | 17       | 8    |
| 7        | 7        | Michael Schumacher | Mercedes             | 67         | +28,970        | 3        | 6    |
| 8        | 2        | Mark Webber        | Red Bull-Renault     | 67         | +46,941        | 8        | 4    |
| 9        | 12       | Nico Hülkenberg    | Force India-Mercedes | 67         | +48,162        | 4        | 2    |
| 10       | 8        | Nico Rosberg       | Mercedes             | 67         | +48,889        | 21       | 1    |
| 11       | 11       | Paul di Resta      | Force India-Mercedes | 67         | +59,227        | 9        |      |
| 12       | 6        | Felipe Massa       | Ferrari              | 67         | +1:11,428      | 13       |      |
| 13       | 16       | Daniel Ricciardo   | Toro Rosso-Ferrari   | 67         | +1:16,829      | 11       |      |
| 14       | 17       | Jean-Éric Vergne   | Toro Rosso-Ferrari   | 67         | +1:16,965      | 15       |      |
| 15       | 18       | Pastor Maldonado   | Williams-Renault     | 66         | +1 kör         | 5        |      |
| 16       | 21       | Vitalij Petrov     | Caterham-Renault     | 66         | +1 kör         | 18       |      |
| 17       | 19       | Bruno Senna        | Williams-Renault     | 66         | +1 kör         | 14       |      |
| 18       | 10       | Romain Grosjean    | Lotus-Renault        | 66         | +1 kör         | 19       |      |
| 19       | 20       | Heikki Kovalainen  | Caterham-Renault     | 65         | +2 kör         | 16       |      |
| 20       | 25       | Charles Pic        | Marussia-Cosworth    | 65         | +2 kör         | 20       |      |
| 21       | 22       | Pedro de la Rosa   | HRT-Cosworth         | 64         | +3 kör         | 23       |      |
| 22       | 24       | Timo Glock         | Marussia-Cosworth    | 64         | +3 kör         | 22       |      |
| 23       | 23       | Narain Karthikeyan | HRT-Cosworth         | 64         | +3 kör         | 24       |      |
| ki       | 4        | Lewis Hamilton     | McLaren-Mercedes     | 56         | defekt         | 7        |      |
| Forrás:  |          |                    |                      |            |                |          |      |

Megjegyzés:
* - Sebastian Vettel 20 másodperces időbüntetést kapott pályaelhagyásért és azon kívüli előzésért.

## A világbajnokság élmezőnyének állása a verseny után
| H   | Versenyzők       | Pont | H   | Konstruktőrök        | Pont |
| --- | ---------------- | ---- | --- | -------------------- | ---- |
| 1.  | Fernando Alonso  | 154  | 1.  | Red Bull-Renault     | 230  |
| 2.  | Mark Webber      | 120  | 2.  | Ferrari              | 177  |
| 3.  | Sebastian Vettel | 110  | 3.  | McLaren-Mercedes     | 160  |
| 4.  | Kimi Räikkönen   | 98   | 4.  | Lotus-Renault        | 159  |
| 5.  | Lewis Hamilton   | 92   | 5.  | Mercedes             | 105  |
| 6.  | Nico Rosberg     | 76   | 6.  | Sauber-Ferrari       | 80   |
| 7.  | Jenson Button    | 68   | 7.  | Williams-Renault     | 47   |
| 8.  | Romain Grosjean  | 61   | 8.  | Force India-Mercedes | 46   |
| 9.  | Sergio Pérez     | 47   | 9.  | STR-Ferrari          | 6    |
| 10. | Kobajasi Kamui   | 33   | 10. | Caterham-Renault     | 0    |

(A teljes táblázat)